# Hoffnung stirbt zuletzt
A Hoffnung stirbt zuletzt (magyarul: A remény hal meg utoljára) Bushido harmadik kislemeze az Electro Ghetto albumról. Ezen az albumon közösen énekel Cassandra Steennel.
Ez a szám Bushido és Cassandra Steen kapcsolatának felbomlásáról szól. A dal a huszonkilencedik helyet szerezte meg a német slágerlistán.